# Boronia ledifolia
Boronia ledifolia är en vinruteväxtart som först beskrevs av Étienne Pierre Ventenat, och fick sitt nu gällande namn av Dc.. Boronia ledifolia ingår i släktet Boronia och familjen vinruteväxter. Inga underarter finns listade i Catalogue of Life.